# Винники (Дрогобицький район)
Ви́нники — село Дрогобицького району Львівської області.З 2020 року входить до Бориславської міської громади.